# アレクサンドル・デュマ・ペール
アレクサンドル・デュマ（Alexandre Dumas、フランス語: [alɛksɑ̃dʁ dymɑ]、生誕時、デュマ・ダヴィ・ド・ラ・パイユトリー（Dumas Davy de la Pailleterie、[dymɑ davi də la pajət(ə)ʁi]）、1802年7月24日 - 1870年12月5日）は、19世紀フランスの小説家、劇作家。
『椿姫』を書いた息子アレクサンドル・デュマ・フィス（小デュマ）と区別して、大デュマ（デュマ・ペール、Dumas, père）と呼ばれる。
1802年7月24日にトマ＝アレクサンドル・ダヴィ・ド・ラ・パイユトリー（トマ＝アレクサンドル・デュマ）と母マリー＝ルイーズ＝エリザベート・ラブーレの子として北フランスエーヌ県ヴィレル・コトレに生まれる。
父デュマは仏領サン＝ドマング（現ハイチ）で、アレクサンドル＝アントワーヌ・ダヴィ・ド・ラ・パイユトリー侯爵と黒人奴隷女性であるマリー＝セゼットの間に生まれた私生児のムラート（混血）で、トマ＝アレクサンドルと名づけられた。
アレクサンドル・デュマは、ヴォードヴィル演劇から出発して最初に成功した『アンリ三世とその宮廷』（1829年）、『ネールの塔』（1832年）、『キーン』（1836年）などの歴史ドラマを書き、一躍有名になり、『三銃士』（1844）、『二十年後』（1845）、『ブラジロンヌ子爵』（1847）の三部作を始め、『モンテ・クリスト伯』（1844-1846）などの歴史小説を発表、さらに『王妃マルゴ』（1845）、『モンソローの婦人』（1846）など多作家として一世を風靡した。
デュマは、生前何度も著作権訴訟を起こされている。デュマが混血者であることから、共作者を黒子と称して小説工場と揶揄する向きもあった。とりわけ『三銃士』で協力したオーギュスト・マケとの訴訟合戦はデュマの名誉を汚すことになった。文献研究が進展した現在では、確かに共作者は何人いたが、作品で原作者デュマの存在を否定することができないことが証明されている。

## 生涯

### 幼年期

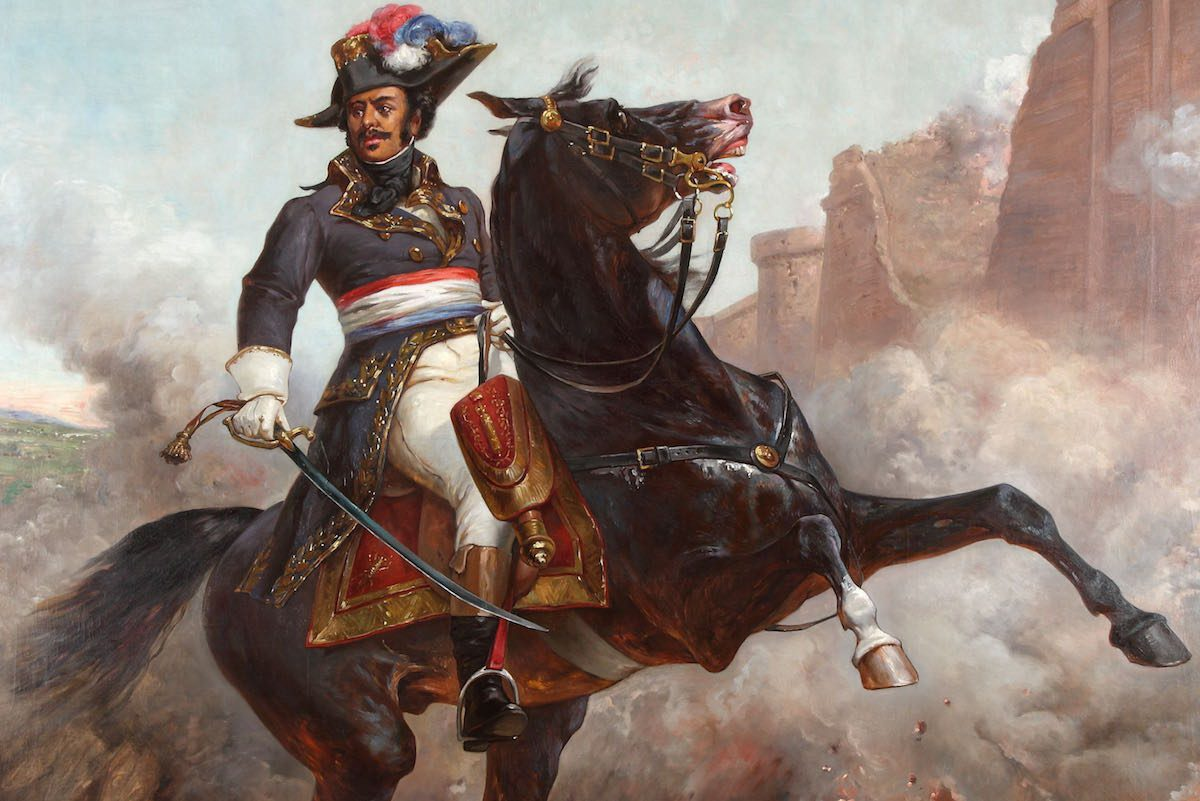
アレクサンドル・デュマの父

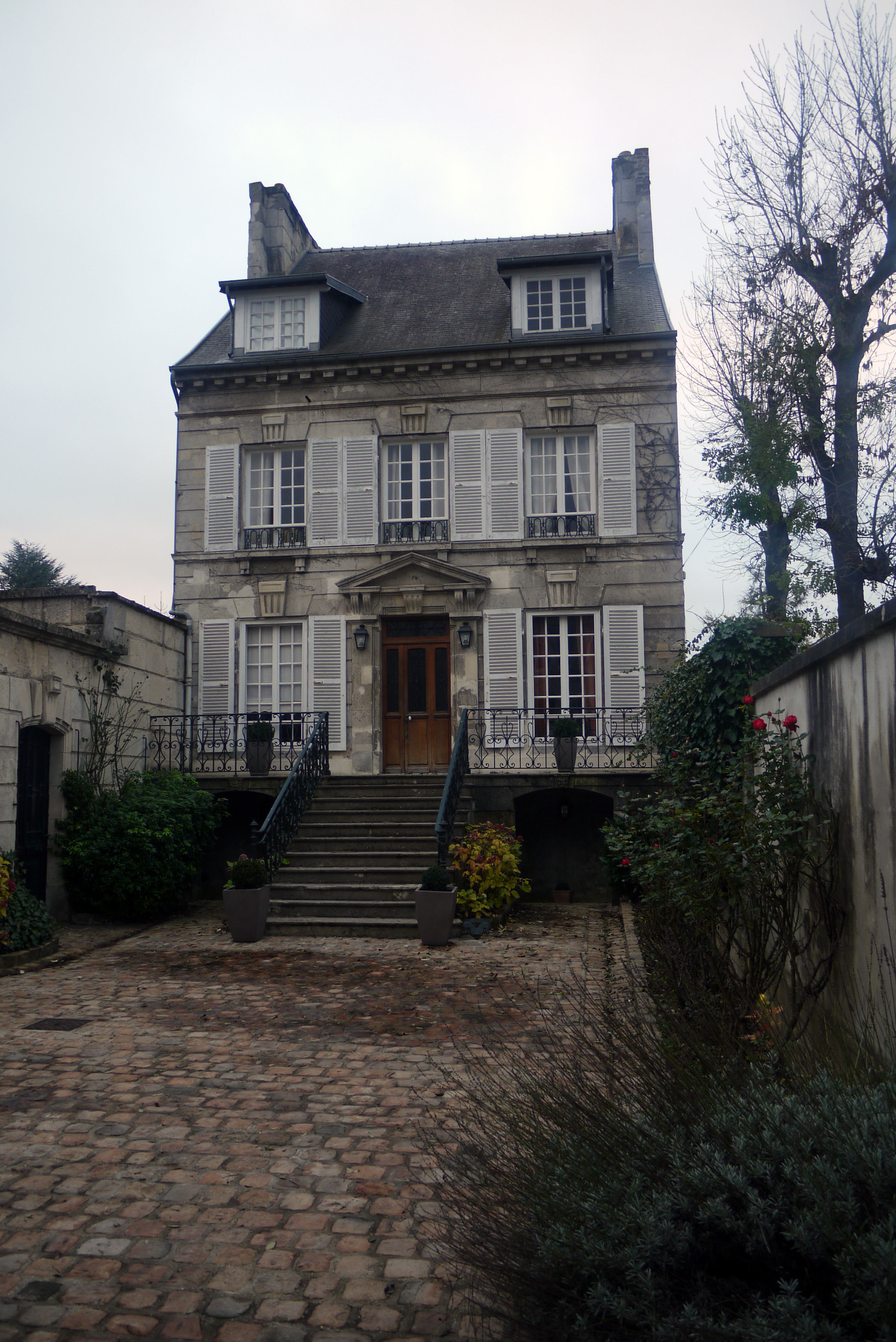
デュマの生家

アレクサンドル・デュマは、1802年7月24日、トマ＝アレクサンドル・ダヴィ・ド・ラ・パイユトリー（トマ＝アレクサンドル・デュマ）と母マリー＝ルイーズ＝エリザベート・ラブーレの子として北フランスエーヌ県ヴィレル・コトレに生まれる。生家は宿屋で、現在はアレクサンドル・デュマ通り46番地と改名されて、残されている。
『わが回想』のなかで、デュマは生家のことを次のように書いている。「私はパリからランへの道沿いにある、作家ドモスティエが亡くなったヌー通りから200歩、ラシーヌが生まれたフェルテ・ミロンから2里、ラフォンテーヌが生まれたシャトー・ティエリーから7里、エーヌ県の小さな町ヴィレール・コテレットで生まれた。」
1804年から1806年にかけて、父が借りたフォセ城に住んでいた。その記憶はデュマの小説に書かれている。
「私が覚えているもっとも古い記憶では、3歳のとき、父と母と私はエーヌ県とオワーズ県の県境のアラモンとロンプレの間にあるレ・フォセ（Les Fossé）と呼ばれる小さな城に住んでいた。この小さな城は、おそらく水で満たされた巨大な濠（fossé）に囲まれていたため、Fossé（フォセ）と呼ばれていたのだ。」
デュマ将軍は息子の誕生から4年後の1806年2月26日に亡くなる。 アレクサンドル・デュマの祖父は1760年に仏領サン＝ドマング（現ハイチ）に移住した貧乏侯爵、祖母は黒人（解放）奴隷だったため、母親マリー=ルイーズ・ラブーレは、アレクサンドルを連れてヴィレル・コトレにある両親の家（旧オテル・ド・レペ） に戻り、母方の祖父母がアレクサンドルと妹を育てる。

### 青春時代
デュマ将軍はナポレオン・ボナパルトと共にエジプト遠征に従軍していた際、エジプト遠征を「ナポレオンの個人的野心に基づくもの」と批判したため、ナポレオンとの関係が悪化し、フランスに帰国することとなった。「彼らは実際ひどく不幸であった。将軍は全然財産を残さなかった。皇帝は引続き反逆者の妻に謁見することを拒否していたので、皇帝には何も期待できなかった。ブリュヌ、オージュロー、ランヌなどの戦友がデュマの功績を皇帝に思いおこさせようとしたが、ナポレオンは冷やかに、「あの男のことは今後一切口にするな」と答えた。」 そのため、デュマ将軍が亡くなったあと、残された寡婦と子には全く収入がなかった。母親は９歳になると彼を正規の学校ではなく、ヴィレル・コトレのルイ・クリソストーム・グレゴワール神父 の塾に入れた。
「彼はあまりたいしたことは教わらなかった。習ったのはラテン語を少しと文法を少し、だがその習字だけは筆の終りの飾りやハート形やバラ形の飾りを混ぜてますます進歩した。それは見事だが鼻もちならなかった。算数におけると同様お祈りの方も、主祷文（パテール）、天使祝詞（アヴェ・マリア）、使徒信経（クレド）の三つ以上はおぼえなかった。生れつきの好みのせいで、彼はいつまでたってもいっこうに教育が身につかず、野蛮で日の暮れとともに森の中にまきおこる自然の音に耳を傾ける森の子供であった。」
演劇に目を開く先達の役割を果たしたのは同い年のアドルフ・ド・ルーヴァンであった。1820―21年頃、2人で数編のヴォードヴィル台本を書いた。もちろん、台本は上演には至らなかった。当代のシェークスピア劇の俳優タルマに引き合わせたのも彼である。
「タルマ、あなたにお礼を言いに来たんです」と、ルーヴァンが言った。
「やあ、君のお若い詩人は満足してますか」と、タルマ。「明日も来て下さい。僕はレギュルスを演ずるよ」
「あーあ」とデュマは溜息をついた。「明日、僕はパリを発たねばならないんです。僕は田舎の公証人の書記なんです」
「へえっ」と、タルマ。「コルネイユも弁護士の書記でしたよ......諸君、未来のコルネイユを御紹介申し上げます」
デュマは青ざめた。「僕の額にさわって下さい」と、彼はタルマに頼んだ。「そうすると幸運が来るんです」
「いいとも」と、タルマ。「余はシェクスピアとコルネイユとシラーの名において、汝を詩人として洗礼する」

それから、つけ加えて、「いいかね。この青年は情熱に燃えている。それだけでも、きっと何かになるよ」

### 劇作家
翌1823年、父の友人であったフォア将軍のおかげで後にフランス王ルイ＝フィリップ1世となるオルレアン公の秘書課に職を得ることができ、給料を得たためイタリア人広場（現在はPlace Boieldieuボイエルデュー広場）のアパートに田舎から母を呼び寄せることができた。彼は早速2階の隣人で縫製業を営むカトリーヌ・ラベ―を誘惑して、翌年私生児を産ませた。それが小デュマである。野生児で発展家のデュマは次々と女性に手を出し、私生児は彼だけではない。1831年にはベル・クレイサメールとの間に女児マリー＝アレクサンドリーヌをもうけた。また1840年には女優イダ・フェリエと結婚してフィレンツェに住んだ。22歳で父親になったデュマは家族のために働くことを余儀なくされたが、劇作家の夢を実現するためせっせと観劇を続けて見た舞台のメモを取り続けた。この頃の舞台は、シェイクスピアを始めとするイギリス演劇の上演が相次ぎ、厳格な三一致の法則に縛られた伝統的な古典演劇一辺倒のフランス演劇界に激変が起こる準備が次第に整った。ロマン派の若い劇作家たちに好都合だったのは当時のコメディ・フランセーズの王室代表委員になったイジドール・テイラー男爵がいたことであった。彼はヴィクトル・ユーゴーとアルフレッド・ド・ヴィニーの友人だった。1828年シャルル・ノディエに頼んでデュマは5幕の韻文劇『クリスチーヌ』を仕上げてテイラー男爵に面会することになった。
デュマは指定された時刻に王室代表委員の家に行った。年老いた女中が扉を開けてくれた。
「さあ始めたまえ。君。僕は聴いてるから」と、入浴中のテイラーが言った。
「それでは一幕だけ読みますから、気に入らなければそこで止めさせて下さい」
「それはありがたい」と、テイラーは呟いた。「君は他の連中より僕に同情的なんだね。いい傾向だ。さあ、聴いてるよ」
デュマは第一幕を読み終えると、目を上げる勇気もなく訊いた。
「あの、続けた方がいいでしょうか」
「もちろん、もちろん」と、テイラーは震えながら言った。「僕はベッドに入ろう......全く、非常によい出来だよ」
第二幕が終ると、王室代表委員の方から第三幕を読んでくれと頼んだ。そして第四幕も、第五幕もだった。終ると彼はベッドから跳びおりて叫んだ。
「さあ、これからすぐに、僕といっしょにフランス座に来たまえ」
「どうしてなのですか」

「君が脚本を読む順番をとるためだ」
しかし、『クリスチーヌ』の上演は延期され、デュマは代わりに新しい題材をフランスの歴史に求めた。それがデュマがフランス劇壇に華々しいデビューを果たした5幕散文ドラマ『アンリ三世とその宮廷』である。

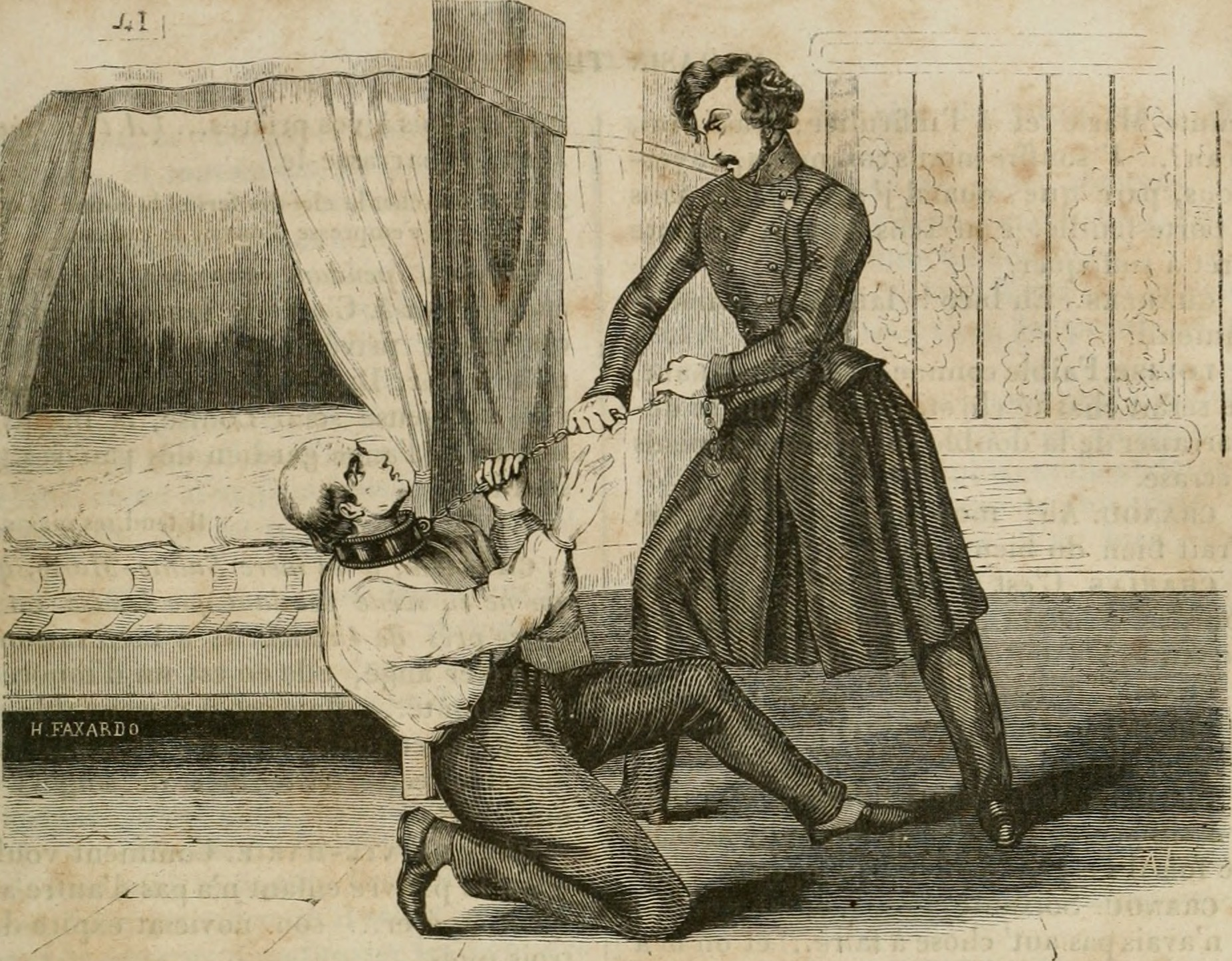
『アントニー』の幕切れの風刺絵

1829年2月10日、「フランス座」において翌年のユーゴーの『エルナニ』に先立つこと1年、本格的なロマン主義演劇の幕開けとなったのである。『エルナニ』は韻文であったが、デュマの『アンリ三世とその宮廷』は散文であり、一躍ロマン派演劇の旗頭として、その後、立て続けに戯曲を上演することになる。自らの不倫体験を題材にした『アントニー』（1831年）はもはや歴史劇ではなく現代劇であり、主人公のアントニーは当時、社会現象にすらなったほどである。
『ネールの塔』（1832年）は、フレデリック・ガイヤルデという青年が持ち込んだ原作をジュール・ジャナンが手を入れたが、途中で放棄した作品をデュマが最終的に書き直した。この作品は14世紀初頭のフランス王妃とビュリダンとの権力と知力の戦い、尊属殺人、嬰児殺し、近親相姦という恐るべき人倫の蹂躙を舞台にのせ、デュマとガイヤルデの代表作になった歴史秘話であった。その後も演劇への貢献は止むことなく、『キーン』（1836年）、『ベル＝イル嬢』、『カリギュラ』（1837年） など、フランス座を始めポルト・サンマルタン劇場、オデオン座、シャルパンティエ座、ルネサンス座などパリのあらゆる劇場で上演された。デュマが生涯で書いた戯曲は総数117 とされ、全てが上演された。上演のための台本収入以外に、台本の出版権も高額に登ったため当然収入もうなぎのぼりになった。

### 小説家
デュマの歴史的知識について否定的・懐疑的な意見が多いが、ウォルター・スコットに追いつけ追い越せとばかりGaule et France 『ガリアとフランス』（1833年）でトゥールのグレゴリウスの『フランク史』をもとに真面目に歴史研究に取り組んだ。
シャルル6世の治世から現代に至る一連の小説を作ること。この観点から見れば、『ガリアとフランス』は作品の前庭をなす。ガリアはどのようにしてフランスになったのか？デュマは1832年の終わりにほとんど作品を書かず、オーギュスタン・ティエリーによるフランスの歴史に関する手紙を読み、シャトーブリアンの『歴史研究』を読んだ。彼はメモをとり、歴史を人々に教えるような、自由と友愛に向かうこの歴史の不可避の感覚を示すような、この壮大な小説シリーズを夢見ている。

### 連載小説
さて、フランスではエミール・ド・ジラルダンのLa Presse『プレス』とアルノー・デュタクのLe Siècle『世紀』が1836年に発行されて、新聞という新しいメディア時代の到来が告げられていた。新聞は定期購読者を資金源とし、購読者をつなぎとめる有力な武器として、今で言うテレビの連続ドラマの原型として連載小説（La suite au prochain numéro 「次号に続く」）という手法を生み出した。バルザックを始め、ウージェーヌ・シュー、フレデリック・スーリエなどと並んでアレクサンドル・デュマも作家として新聞小説でも花形になった。
1836年に小説と新聞の結合を象徴した連続小説はどのように生まれたか？バルザック、サンド、ヴィニー、デュマ、シュー、およびカーの小説や短編は、『パリ評論』と『両世界評論』という主要な隔月刊の文学雑誌にすでに登場していた。1836年の新しさは、主に政治を扱う日刊紙に連載小説を持ち込んだことであった。それまで主に演劇、音楽、芸術批評の専用だった新聞の「最下欄」に侵入したからだ。1830年、7月王政の出現で、検閲と出版物の印紙税が廃止されたため新聞が作られた。パリの日刊紙は当時、80フランという高額の予約購読料で独占的に販売されていた。1836年、エミール・ド・ジラルダンが『ラ・プレス』をアルマン・デュタック（彼の以前の共同経営者）が『世紀』を立ち上げた。『世紀』は、予約購読料を40フランに設定し、連載小説で読者を魅了した。彼らは大衆紙を発明したのだ。1836年から1845年の間、主要な日刊紙はそれを真似て発行部数を2倍にする。新聞が発行号ごとにバラ売りされるのはその後である。1846年、『世紀』は32,885人の加入者、『ラ・プレス』は22,170人、『ル・コンスティチュショナル』は24,771人に達した。これらの予約は家族、世帯、読書クラブ、および貸本業者によって行われているため、ミシュレ―によると、新聞全体で1,500,000人の読者が読んでいたという。さらに、連載小説は地方及び外国の新聞に再掲載される。これらの連載は、その後、本として印刷される。

連載小説の読者は誰か？特に中流階級と一般大衆である。読み書きのできない人にはその号が読み上げられるのだ。
デュマは劇作家の後、最初に歴史研究、ニュース、旅行の印象を書く。1831年から1836年まで、彼は『両世界評論』に『フランスの歴史：歴史的情景』（1831～1832年）を、『ラ・プレス』で『歴史的風景』と『イタリア旅行の印象』を出版する。

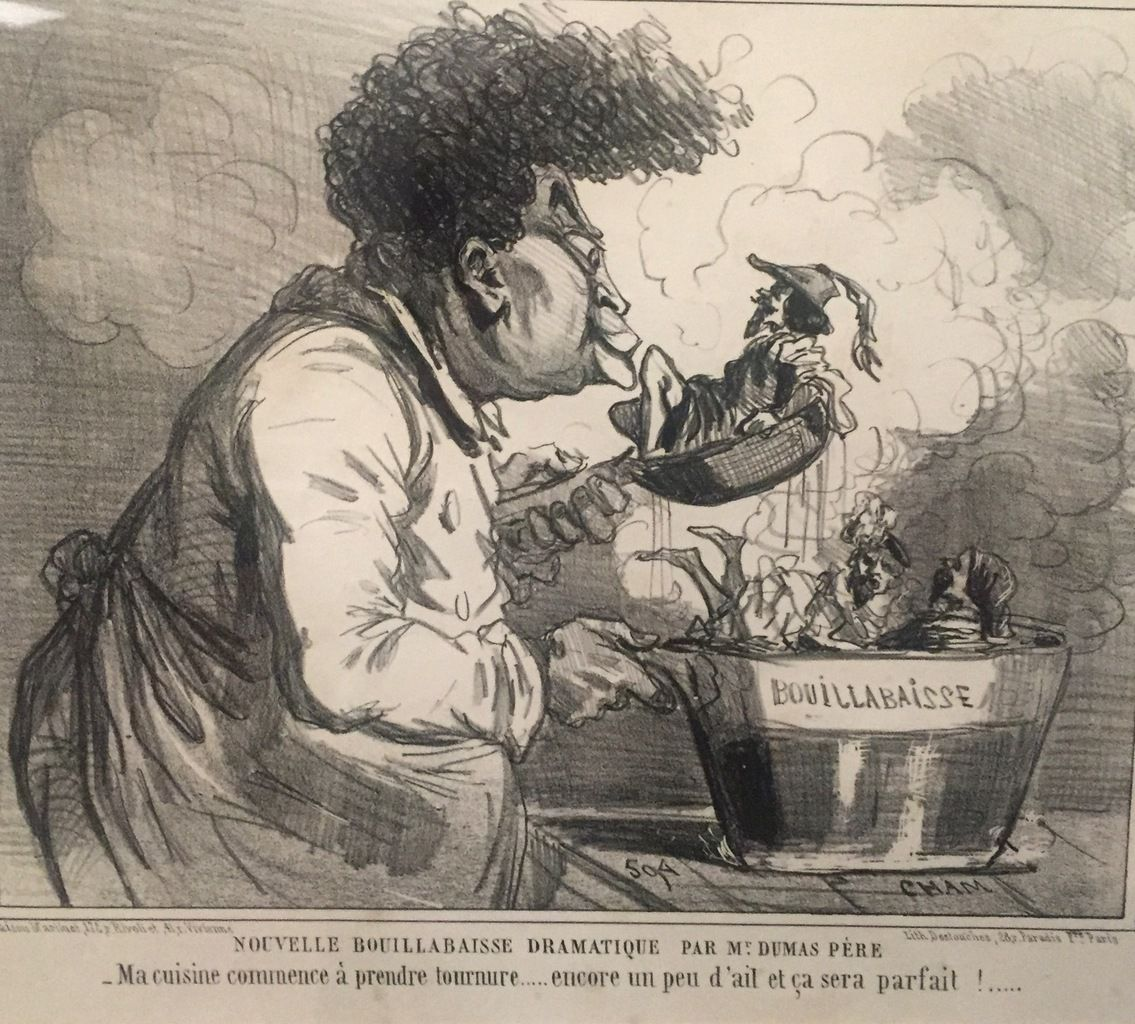
登場人物をブイヤベースの鍋に入れて料理するデュマの戯画

デュマは1838年の初めに一時的にジラルダンと揉めて、2か月後に連載小説を求めた『世紀』に移った。アメリカ人作家ジェイムズ・クーパーの"The Pilot: A Tale of the Sea"『水先案内人』を下敷きにした最初の本格的連載小説Le Capitaine Paul『ポール船長』であった。5月30日から6月23日までの19回連続で発行され、新聞に3週間で5,000人の購読者の増加をもたらした。これは、アメリカ独立戦争で反乱軍の側に参加したスコットランド人のポール・ジョーンズ少将（1747-1792）の生涯からの想像上のエピソードである。さて、この年からオーギュスト・マケとの実り多いコラボレーションの時代が始まる。2人は1838年に会い、様々な作品を産み落としていく。1843年にデュマがサン・ジェルマン・アン・レーに移ったとき、配達夫を使ってマケと頻繁に連絡をとり、次々にアイディアを求めた。1844年コメディ・フランセーズが受け入れた戯曲『摂政の娘』が検閲によって差し止められたとき、デュマはマケとともに、クールティル・ドゥ・サンドラスの『ダルタニャン氏の覚え書き』から、有名な『三銃士』を生むアイデアを引き出す。連載は、『世紀』に1844年3月14日から始まる。ユーゴーは「心を掴むドラマ、熱い情熱、真の対話、輝く文体」と賞賛する。彼の成功は、ウージェーヌ・シューの成功に匹敵する。突然、すべての新聞がアレクサンドルを求め、彼はすべての契約を受け入れる。『ジュルナル・デ・デバ』のために『モンテ・クリスト伯』を書き始め（連載は1846年1月15日まで続く）、1844年、アレクサンドルは『パリ評論』のために、世界的な小説である『フェルナンド』（デュモン、1844、3巻）を書いた。La Reine Margot『王妃マルゴ』は、『ラ・プレス』に連載されたバルザックのPaysans『農民』が購読の更新時に読者を飽きさせたため、1844年12月25日から代わりに連載された。1845年、『世紀』に『三銃士』の続編『二十年後』が登場。La Démocratie pacifique『ラ・デモクラシー・パシフィック』新聞に『赤い館の騎士』が連続される。これらの連載小説のほぼすべてが成功を収めた。それらを印刷する日刊紙には、新しい購読者が増える。デュマは1日12～14時間働いていた。
フランス文学史には、1845年から1855年までのデュマに匹敵できるような多作な作家は、いまだかつていなかった。8巻、10巻に及ぶ小説がひっきりなしに新聞社や出版社に押しよせる。フランスのすべての歴史がそこを通って行く。『三銃士』の続篇には、『二十年後』と昔を懐しむ『ブラジュロンヌ子爵』がつづくことになる。もうひとつの三部作(『女王マルゴ』、『モンソローの奥方』、『四十五人隊』)は、ヴァロワ王朝の人々を舞台に登場させる。『女王マルゴ』はカトリーヌ・ド・メディシスとアンリ・ド・ナヴァールの闘争の物語である。『モンソローの奥方』はアンリ三世の時代をきわめて面白く語っている。『四十五人隊』はディアーヌ・ド・モンソローがダンジュに対して、彼女の恋人ビュッシー・ダンボワーズの死の限みを晴らす話である。

これと同時に、デュマはもう一つの連作(『女王の首飾り』、『騎士メーゾン・ルージュ』、『ジョゼフ・バルサモ』、『アンジュ・ピトゥー』、『シャルニー伯爵夫人』)で、フランス君主政体の衰退と没落を描いていた。ここで、われわれはデュマの〈歴史的帝国主義〉について語ってもいいと思う。デュマは初期のうちから、彼の小説の領域にフランスの歴史全体を併合する計画を抱いていた。「わたしの最初の望みは」と彼自身がいっている。「限りないものだ。わたしの最初の熱望は、いつも不可能なことに向けられている。どうしてこれを達成させたらいいのか?誰もしないように仕事をして、生活からあらゆる無駄を省き、睡眠を斥けて......」こうして読者を驚かすような、5、600冊の作品が生れたのだ。

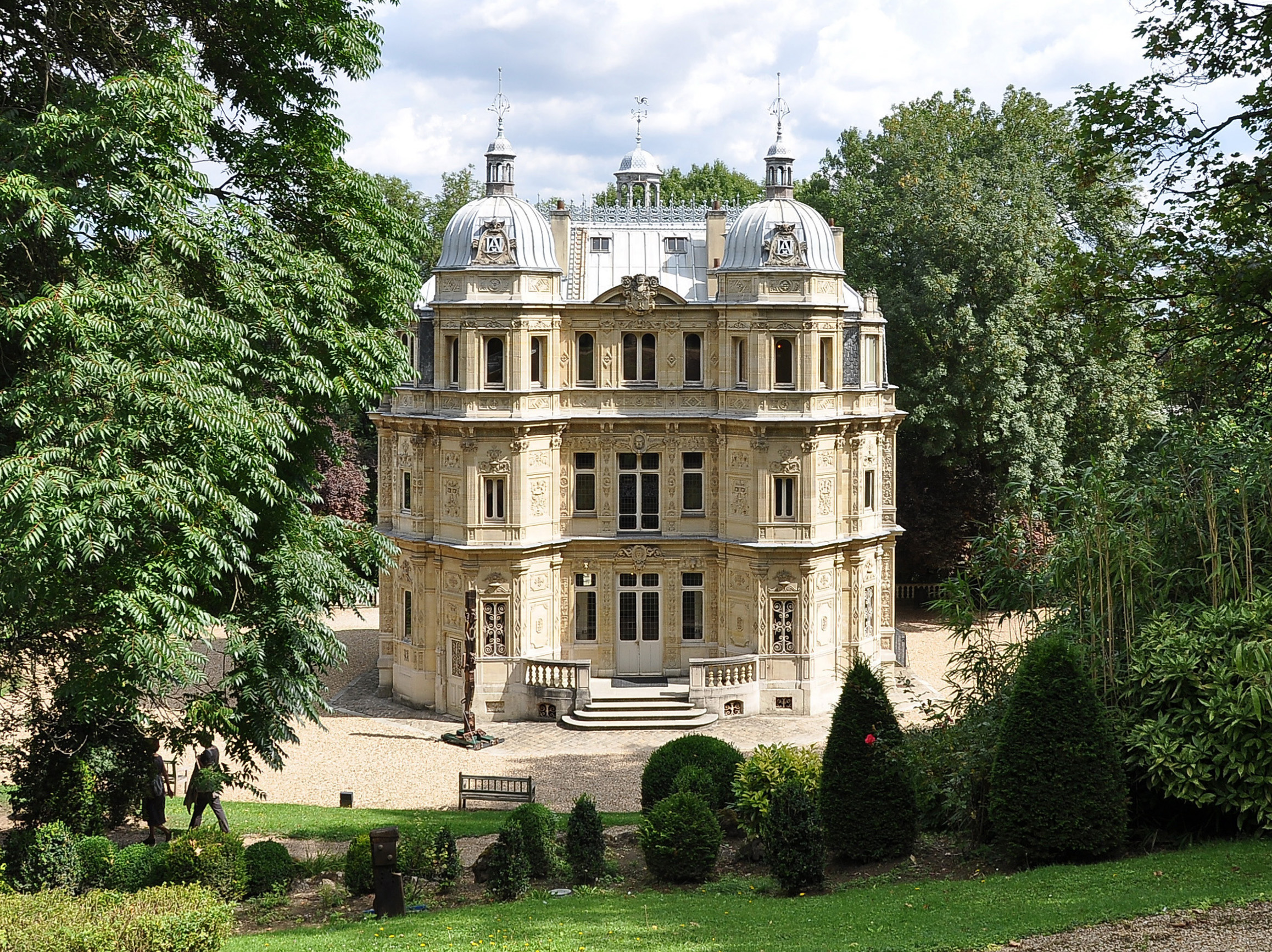
モンテ・クリスト城

1846年5月31日、デュマは医師の回顧録の最初の部分である『ジョゼフ・バルサモ』を『ラ・プレス』で出版し始めたが、1846年9月6日にその連載を放棄した。加入者は激怒し、ジラルダンとヴェロンは彼を訴えた。1847年2月19日、デュマは損害賠償で6,000フランの判決を受け、8巻をジラルダンに、6巻をヴェロンに提供した。また、デュマは「歴史劇場」の特権を獲得し『女王マルゴ』を初演（1847年2月20日）として採用した。大衆は、彼のヒーローを生身の人間の演技で観るのを待ち焦がれ、大挙して押し寄せた。歴史劇場は金鉱の可能性があった。しかし、デュマは1847年7月25日に完成披露する「モンテ・クリスト」という城をポール・マルリーに建てた。自ら招いた経済的必要により、彼は大車輪で書くことを余儀なくされた。
1848年、アレクサンドルは、『ラ・プレス』で『ジョゼフ・バルサモ』の続きを書き、『王妃の首飾り』の出版を開始した。デュマは、王室の評判を落とすために首飾りの事件を扇動したのはバルサモだと想像している。この連載は大成功をおさめる。 1848年革命はデュマの生活を台無しにする。革命は彼から収入を奪い（数ヶ月間劇場が開けなくなったため）、彼はパリを後にした。彼は、立法選挙に出馬するが落選する。その後、ルイ・ナポレオン・ボナパルトの対抗馬ルイ・ウジェーヌ・カヴァニャックを支援した。
1850年はデュマにとって不吉な年になった。歴史劇場は閉鎖を余儀なくされ、1850年12月20日に破産を宣言され控訴する。一方、政府は連載小説に含まれる進歩的なメッセージを恐れて、印紙条例の法律を復活させた。新聞は連載小説の出版を週3日に減らすことを余儀なくされる。1851年、デュマにとってこの年は悲しい終わりを迎える。ルイ・ナポレオンの12月2日のクーデターを認めないからだ。また、12月11日、前年度の破産判決が確認され、判決を通告されたデュマは、身柄拘束を避けるためパスポートを10日に査証させてブリュッセルに居を構えた。デュマは時々秘密裏にパリに戻る。ブリュッセルに到着するとすぐに、デュマはちゃっかりベルギーの出版社で彼の回顧録を発行する。
一方、1852年6月12日に開かれたデュマの債務の主張手続きは、1853年4月18日に債務訴訟により結審し、強制和議への道が開かれた。デュマはパリに戻ることができた。デュマは自分の文学日刊誌「銃士」を設立し、1853年11月21日から印刷を始めた。そこに『回想』の継続を不定期に出版した。その後、週刊新聞『モンテ・クリスト』（1857年4月27日-1860年5月10日）を設立した。しかし、どちらの新聞も思ったように販売部数を伸ばせず、掲載した小説も以前のような精彩を欠くようになる。失意のデュマは旅に出てインスピレーションを得ようと計画した。1858年の夏、彼はロシア、そしてコーカサスへの長い旅行記を引き受けた。ロシア帝国での絵のような冒険と、バクーから黒海へのコーカサスの渡航中の物語を書いた。帰ると出版社のミシェル・レヴィのために署名した契約のおかげで（1859年12月）大金を受け取ると、たちまち彼はギリシャから聖地エルサレムまでの地中海旅行のためにスクーナー船を購入した。
1860年5月9日にマルセイユを出発した彼はシチリア島に渡り、契約金の残りを友人のガリバルディの軍隊の武器を購入するために気前よく差し出した。また、その独立戦争のためにガリバルディよりもガリバルディアン派の新聞「L’Independente」を発刊する。その使命は、イタリアからブルボンの雑草を根絶することである。しかし、当のガリバルディはシチリア王国をイタリア王国と統合する国民投票後引退してしまう。残されたデュマは戦いを続け、反ブルボンの小説『ラ・サン・フェリーチェ』を書いた。

### 晩年
最後の最後までデュマはデュマであった。グルメな彼は、小説がかけなくなると死後出版となる『料理大辞典』を書いていた。

スペインでの長い滞在の後、彼は息子の別荘であるディエップの近くのピュイに移る。1870年9月、脳卒中により半麻痺状態になった後、1870年12月5日に亡くなった。
小デュマよりジョルジュ・サンドヘ
ピュイにて、1870年12月6日
父は昨日、12月5日の月曜、夜10時に苦しみもなく亡くなりました。この死を第一番に知らせるべきなのは、あなただとつねづね思っておりましたが、それも今はかなわぬようです。父は他の誰よりもあなたを愛し、あなたを賛美しておりました......

後になって戦争が終ってから、彼女は同情の気持ちを伝えることができた。

### 旅行記作家
すでにいくつかの旅行書を上げたが、デュマはパリでじっとして作品を書いていただけではなかった。出版社から出資してもらったり、パリにいられない事情ができると様々な国を旅行した。それが旅行記（旅行の印象）というジャンルを生み出した。（『スイスの旅の印象』、『南フランス物語』、『フィレンツェの１年』、『ル・コリコロ』、『ル・スペロナーレ』、『アレナ船長』、『ライン川岸の小旅行』、『パルミエリのヴィラ』、『パリからカディス』、『ル・ヴェローチェ、またはタンジール、アルジェ、チュニス』、『新・旅行の印象』、『パリからアストラハン、コーカサスまで』）これらの旅行記は今どきの旅行ガイドブックの役割だけでなく、デュマという作家の小説のための実験室ともなっている。
旅行の年代順で並べ、カッコ内に出版年と巻数を上げる。
1833年『スイスの旅の印象』（1834-1837, 5 vol）
1834年『新・旅の印象　南フランス』（1841, 3 vol）
1835年『フィレンツェの１年』（1841, 2 vol）
1835年『ル・スペロナーレ』（1842, 4 vol）
1835年『アレナ船長』（1842, 2 vol）
1835年『ル・コリコロ』（1843, 4 vol.）
1840-43年『パルミエリのヴィラ』（1843, 4 vol）
1840-43年『ライン川岸の小旅行』（1841, 3 vol）
1846年『パリからカディスへ』（1847-1848, 5 vol）
1846-47年『ル・ヴェローチェ、またはタンジール、アルジェ、チュニス』（1848-1851, 4 vol）
1858年『パリからアストラハン、コーカサスまで』（1860, 2 vol）
1858-59年『コーカサス』(1859）
1860-64年『ガリバルディーシチリアとナポリの革命』(1861）
1864-65年　オーストリアとハンガリー『白と青』(1867）

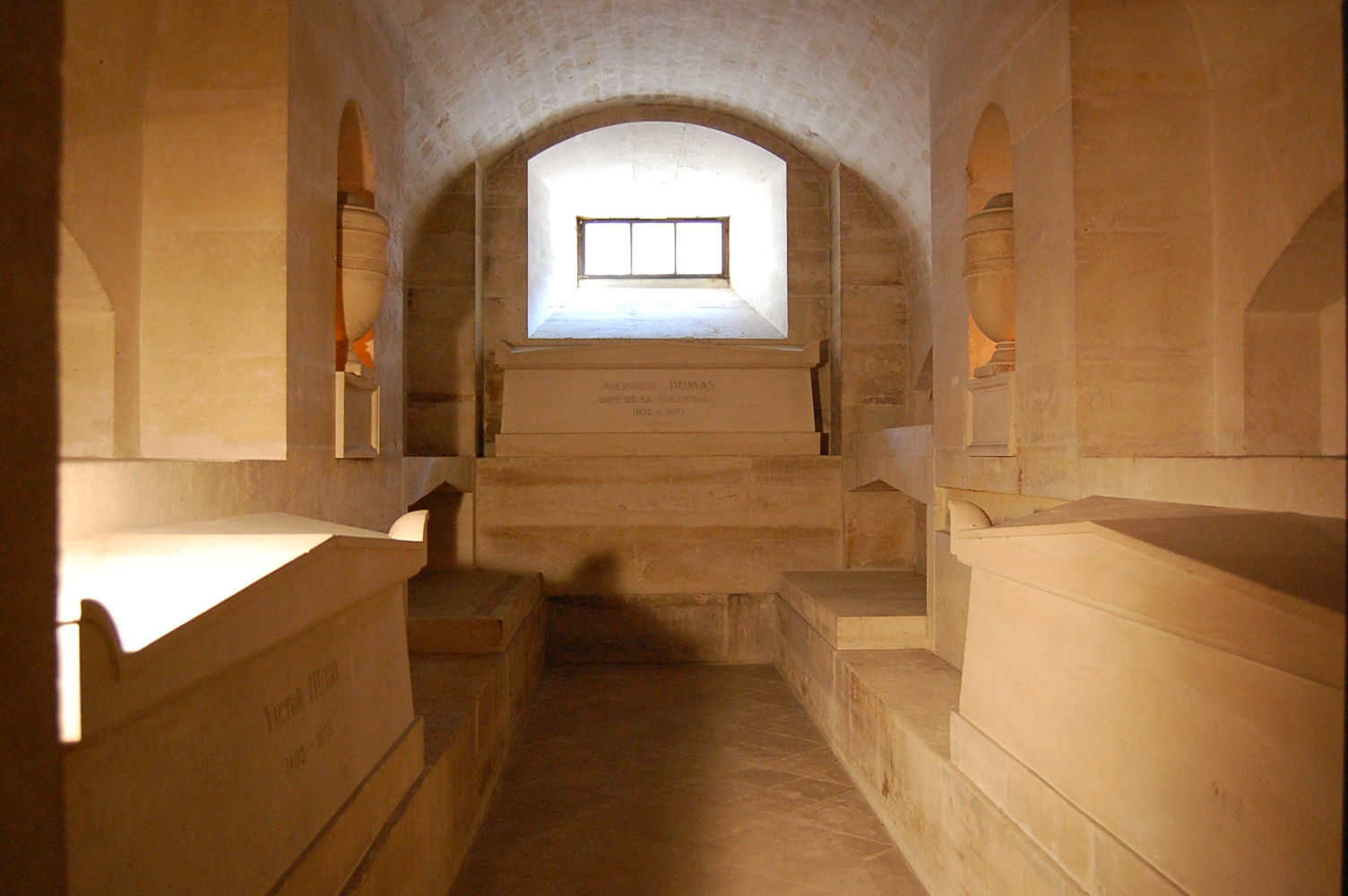
パリのパンテオンに埋葬されたデュマ

### パンテオンへの移葬
2002年、アレクサンドル・デュマ生誕200周年を記念してデュマの遺灰はパンテオンに移葬され、長年敬愛したユーゴーと同じく偉大なフランス人として祀られた。シラク大統領はインタビューに答えてデュマを讃えている。
彼が出発した地点から到達した地点を見れば、それがいかに素晴らしいことかわかります。まだ奴隷制が廃止されていなかった時代に、奴隷の孫だった彼が成し遂げたことの大きさをわれわれが推し量ることを忘れてはなりません…

デュマのパンテオンへの入場が、ある種の先入観を最終的に覆すことを心から願っています。われわれは、この天才的作者を人気があるという理由だけで二流だと決めつけたのです。それが侮辱か欠陥でもあるかのように！文化が万人のものであること、それを示すことがパンテオン移転の目的の1つです。『三銃士』か『モンテクリスト伯』の物語を読み直してください…これは偉大な作品です。『ブラジロンヌ子爵』の権力研究は真実で衝撃的な力に満ちています…デュマがパンテオンに入ることで、コレージュやリセの教材になることを心から願っています。

## アレクサンドル・デュマ作品一覧
一覧
| 出版（上演）年 | 原題 | 邦題 | 邦訳（またはその他の情報） |
| 1825           | La Chasse et l'Amour (théâtre) | 狩と恋（戯曲） | |
| 1826           | La Noce et l'Enterrement (théâtre) | 結婚式と埋葬（戯曲） | |
| 1829           | Henri III et sa cour (théâtre) | アンリ三世とその宮廷（戯曲） | 中田平 訳、デジタルエステイト、2016 |
| 1830           | Christine | クリスティーヌまたはストックホルム、フォンテーヌブロー、ローマ（戯曲） | |
| 1831           | Napoléon Bonaparte ou Trente ans de l’Histoire de France (théâtre) | ナポレオン・ボナパルト、またはフランスの30年史（戯曲） | |
|                | Antony (théâtre) | アントニー（戯曲） | 中田平 訳、デジタルエステイト、2016 |
|                | Charles VII chez ses grands vassaux (théâtre) | シャルル７世とその重臣（戯曲） | |
|                | Teresa (théâtre) | テレサ（戯曲） | |
| 1832           | La Tour de Nesle (théâtre) | ネールの塔（戯曲） | 中田平 訳、デジタルエステイト、2017 |
| 1833           | Angèle (théâtre) | アンジェル（戯曲） | |
|                | Gaule et France (essai) | ガリアとフランス（歴史書） | |
|                | Impressions de voyage | 旅行の印象（旅行記） | |
| 1834           | Catherine Howard (théâtre) | キャサリン・ハワード（戯曲） | |
|                | Souvenirs d’Anthony | 『アントニー』の思い出（回想録） | |
| 1835           | Chroniques de France : Isabel de Bavière | フランスのクロニクル。バイエルンのイザベル | |
| 1836           | Kean (théâtre) | キーン（戯曲） | 中田平 訳、デジタルエステイト、2019 |
|                | Piquillo (opéra-comique)[38] | ピキロ（戯曲） | |
| 1837           | Caligula (théâtre) | カリギュラ（戯曲） | 中田平 訳、デジタルエステイト、2021 |
|                | Mademoiselle de Belle-Isle (théâtre) | ベル＝イル嬢（戯曲） | 中田平 訳、デジタルエステイト、2018 |
| 1838           | Pauline | ポーリーヌ | 小川節子、日本図書刊行会、 2005 |
| 1839           | Le Capitaine Paul | ポール船長 | |
|                | Le Capitaine Pamphile | パンフィル船長の冒険 | 中田平・中田たか子 訳、デジタルエステイト、2025 |
|                | La Comtesse de Salisbury | ソールズベリー伯爵夫人とエドワード三世 | 上下巻、中田平・中田たか子 訳、デジタルエステイト、2025 |
|                | L'Alchimiste (théâtre) | 錬金術師（戯曲） | |
|                | Acté | アクテ | |
|                | Crimes célèbres(Les Cenci, La marquise de Brinvilliers, Karl Ludwig Sand, Marie Stuart, La marquise de Ganges, Murat, Les Borgia, Urbain Grandier, Vaninka, Massacres du Midi, La comtesse de Saint-Géran, Jeanne de Naples, Nisida, Derues, Martin Guerre, Ali Pacha, La Constantin, L'homme au masque de fer.) | 有名な犯罪（ブランヴィリエ侯爵夫人、カール・ルートヴィヒ・サンド、メアリー・スチュアート、ガンジュ侯爵夫人、ミュラ、ボルジア家、ユルバン・グランディエ、ヴァニンカ、南仏の虐殺、サン＝ゲラン伯爵夫人、ナポリのジャンヌ、ニシダ、ドリュー、マルタン・ゲール、アリ・パシャ、ラ・コンスタンタン、鉄仮面の男） | メアリー・スチュアート、田房直子訳、作品社、2008。 ボルジア家、田房直子訳、作品社、2016。 ボルジア家風雲録 (上) 教皇一族の野望・ボルジア家風雲録 (下) 智将チェーザレの激闘、吉田良子訳、イースト・プレス 、2013 |
|                | Quinze jours au Sinaï | シナイ半島の15日（旅行記） | |
| 1840           | Napoléon | ナポレオン | |
|                | Aventures de John Davys | ジョン・デイビスの冒険 | |
|                | Othon l’archer | 射手オトン | |
|                | Les Stuarts | スチュアート家の人々 | |
|                | Maître Adam le calabrais | カラブリア人アダム先生 | |
|                | Le Maître d’armes | 衛兵長 | |
| 1841           | Praxède | 皇妃プラクセデス | |
|                | Nouvelles Impressions de voyage (Midi de la France) | 新旅行の印象。南フランス（旅行記） | 『南フランス物語 フォンテーヌブローからマルセイユまで』、中田平 訳、デジタルエステイト、2022 |
|                | Excursions sur les bords du Rhin | ライン川のほとりの小旅行（旅行記） | |
|                | Souvenirs de voyage : Une année à Florence | フィレンツェの一年（旅行記） | |
|                | Un mariage sous Louis XV (théâtre) | ルイ15世治下の結婚（戯曲） | |
| 1842           | Jeanne la pucelle (1429-1431) | ジェアンヌ・ラ・ピュセル | |
|                | Lorenzino (théâtre) | ロレンジーノ（戯曲） | |
|                | Le Speronare | スペロナーレ（旅行記） | |
|                | Le Capitaine Arena | アレーナ船長 | |
|                | Halifax (théâtre) | ハリファックス（戯曲） | |
|                | La Villa Palmieri | ラ・ヴィラ・パルミエリ（フィレンツェ旅行記） | |
|                | Le Chevalier d'Harmental | アルマンタルの騎士 | |
| 1843           | Le Corricolo | コリコロ（ナポリ旅行記） | 『コリコロ』上下巻、中田平 訳、デジタルエステイト、2021 |
|                | Les Demoiselles de Saint-Cyr (théâtre) | サン＝シールのお嬢様（戯曲） | |
|                | Louise Bernard (théâtre) | ルイーズ・ベルナール（戯曲） | |
|                | Filles | 少女、ロレット、遊女 | |
|                | Georges | ジョルジュ | 小川節子、日本図書刊行会 、2001 |
|                | Ascanio ou l'Orfèvre du roi | アスカニオ（戯曲） | |
| 1844           | Sylvandire | シルヴァンディール（戯曲） | |
|                | Fernande | フェルナンド | |
|                | Les Trois Mousquetaires | 三銃士 | 『三銃士』生島遼一訳、岩波文庫（上下）、1970 『三銃士』竹村 猛訳、角川文庫（上中下）、200 『ダルタニャン物語』鈴木 力衛訳、復刊ドットコム、2011、第1〜２巻                                                      |
|                | Albine ou le Château d’Eppstein | エップシュタイン城 | |
|                | Gabriel Lambert | ガブリエル・ランベール | |
|                | Louis XIV et son siècle | ルイ14世とその世紀 | |
| 1845           | Contes | 童話集 | |
|                | Vingt ans après | 二十年後（三銃士続編） | 『ダルタニャン物語』鈴木 力衛訳、復刊ドットコム、2011、第3〜5巻 |
|                | Une amazone | アマゾネス | |
|                | Le Comte de Monte-Cristo | モンテ・クリスト伯 | 山内 義雄訳、岩波書店、1956 |
|                | Une fille du régent | 摂政の娘 | |
|                | La Reine Margot | 王妃マルゴ | 榊原晃三訳、河出文庫、上下、1997 鹿島茂訳、グーテンベルク２１、上下2015、Kindle版 |
|                | Les Frères corses | コルシカの兄弟 | 英語の映画あり。The Corsican Brothers |
|                | Le Chevalier de Maison-Rouge | 赤い館の騎士 | 鈴木 豊訳、復刊ドットコム、2011、上中下Kindle版 |
| 1846           | La Dame de Monsoreau | モンソローの奥方 | 小川節子 訳、近代文藝社、2004 |
|                | Joseph Balsamo | ジョゼフ・バルサモ | 東 照によるWeb翻訳ページhttps://longuemare.gozaru.jp/hon/dumas/mm01jb/jb00a.html |
|                | Les Deux Diane | 二人のダイアナ | |
| 1847           | Impressions de voyage : De Paris à Cadix | 旅行の印象。パリからカディスへ | |
|                | Les Quarante-cinq | 四十五人隊（『王妃マルゴ』、『モンソローの奥方』に続く宗教戦争三部作の最後の作品） | |
|                | Le Chevalier de Maison-Rouge (théâtre) | モンソローの奥方（戯曲） | |
|                | Catilina (théâtre) | カティリーナ（戯曲） | |
|                | Hamlet | デンマーク王子ハムレット（戯曲） | |
|                | Le Vicomte de Bragelonne ou Dix ans plus tard | ブラジロンヌ子爵または10年後、あるいは三銃士の20年後 | 『ダルタニャン物語』鈴木 力衛訳、復刊ドットコム、2011、第6〜11巻 |
| 1849           | Les Mille et Un Fantômes | 千霊一霊物語 | 前山悠訳、光文社、2019 |
|                | Le Collier de la reine | 王妃の首飾り | 大久保和郎訳 創元推理文庫（上下）、1981 |
| 1850           | La Femme au collier de velours | ベルベットの襟の夫人 | |
|                | La Tulipe noire | 黒いチューリップ | 横塚光雄 訳、グーテンベルク２１、2012、Kindle版 宗左近訳、創元推理文庫、1971 |
|                | Le Trou de l’enfer | 地獄の穴（シャルルマーニュのクロニクル） | |
|                | Le vingt-quatre février | 二月二十四日 | 『二月二十四日』中田平 訳、デジタルエステイト、2022 |
| 1851           | Montevideo ou Une nouvelle Troie | モンテビデオまたは新しいトロイの木馬 | |
|                | Le Drame de quatre-vingt-treize | 93年のドラマ | |
|                | Impressions de voyage : Suisse | 旅行の印象。スイス | |
|                | Ange Pitou | アンジュ・ピトゥー | 部分訳（継続中）https://longuemare.gozaru.jp/hon/dumas/mm03ap/ap001.html |
|                | Isaac Laquedem | イザーク・ラクデム | |
|                | Olympe de Clèves | クリーブのオリンパス | |
|                | Conscience l’innocent | 無邪気な心 | |
|                | Un Gil Blas en Californie | カリフォルニアのジル・ブラス | 『カリフォルニアのジル・ブラス』中田平・中田たか子訳、デジタルエステイト、2023 |
|                | Histoire de la vie politique et privée de Louis-Philippe | 最後の王（ルイフィリップの政治的および私生活の歴史） | |
|                | Mes Mémoires | 我が回想 | |
|                | Mémoires de Jeanne d’Albert de Luynes | 神は定めたもう | |
| 1853           | La Comtesse de Charny | シャルニー伯爵夫人 | |
|                | Le Pasteur d’Ashbourne | アシュボーンの牧師 | |
|                | Les Drames de la mer | 海のドラマ | |
|                | Ingénue | アンジェニュ | |
| 1854           | La Jeunesse de Pierrot | ピエロの青春 | |
|                | Une vie d’artiste | 画家の人生 | |
|                | Catherine Blum | カトリーヌ・ブルム | 小川節子、日本図書刊行会、2007 |
|                | Vie et Aventures de la princesse de Monaco | モナコ王女の人生と冒険 | |
|                | Le Marbrier (théâtre) | ル・マルブリエ（戯曲） | |
|                | La Conscience (théâtre) | 山の紳士（戯曲） | |
|                | Le Capitaine Richard | リシャール大尉 | 乾野 実歩 訳、グーテンベルク21、2007（電子書籍） |
|                | Les Mohicans de Paris | パリのモヒカン族 | |
|                | Souvenirs de 1830 à 1842 | 1830年から1842年までの想い出 | |
|                | La Jeunesse de Louis XIV (théâtre) | ルイ14世の青春（戯曲） | |
| 1855           | La Dernière Année de Marie Dorval | マリー・ドルバルの晩年 | |
|                | Le Page du duc de Savoie | サボイ公爵の小姓 | |
|                | Les Grands Hommes en robe de chambre : César | オレステイア（戯曲） | |
|                | Mémoires d'une aveugle ou Madame du Deffand | ある盲目女性の回想あるいはデファン夫人 | |
| 1856           | Les Compagnons de Jéhu | イエフの仲間 | |
|                | La Tour Saint-Jacques (théâtre) | サン・ジャック塔 | |
|                | Un cadet de famille ou Mémoires d'un jeune cadet | 家の次男坊 | |
| 1857           | Charles le Téméraire | 無鉄砲者シャルル | |
|                | Le Meneur de loups | オオカミの首領 | |
|                | L'Invitation à la valse (théâtre) | ワルツへの招待（戯曲） | |
| 1858           | Black | 黒 | |
|                | Les louves de Machecoul | マシュクールのオオカミ | |
|                | L'Horoscope | ホロスコープ | 『ホロスコープ：宗教戦争前夜のルーヴル宮』中田平・中田たか子訳、デジタルエステイト、2023 |
|                | De Paris à Astrakan ou Voyage en Russie | パリからアストラカンまで、新しい旅行の印象 | |
| 1859           | Voyage au Caucase | コーカサスの旅 | |
|                | L'Île de feu | 火の島 | |
|                | Le Fils du forçat | 徒刑囚の息子 | |
| 1860           | La Maison de glace | 氷の家 | |
|                | La Route de Varennes | ヴァレンヌへの道 | |
|                | Mémoires de Garibaldi | ガリバルディ回想録 | 『ガリバルディ回想録』中田平・中田たか子訳、デジタルエステイト、2024 |
|                | Une aventure d’amour | 愛の冒険 | |
|                | Le Roman d'Elvire (opéra-comique)[65] | エルビラの小説（オペラ・コミック） | |
|                | Le Père La Ruine | ラルイーン神父 | |
|                | Le Père Gigogne | ジゴーニュ親父 | |
|                | La Marquise d’Escoman | デスコマン侯爵夫人 | |
|                | L'Envers d'une conspiration (théâtre) | 陰謀の裏側 | |
| 1861           | Une nuit à Florence sous Alexandre de Médicis | シャンブレー夫人（戯曲） | |
|                | Bric-à-brac | がらくた | |
| 1863           | La Boule de neige | 雪玉 | |
|                | La Dame de volupté ou Mémoires de Jeanne d’Albert de Luynes | 喜びの奥方 | |
| 1864           | La San-Felice | サン・フェリーチェ | |
|                | Emma Lyonna | エンマ・リヨナ | |
|                | La Princesse Flora | フローラ王女 | |
|                | Le Destin de la San Felice | サン・フェリーチェの運命 | |
|                | Les Deux Reines | 二人の女王 | |
| 1865           | Souvenirs d'une favorite | 寵姫の思い出 | |
|                | Le Fils du forçat | 徒刑囚の息子 | |
| 1866           | Le Comte de Mazzara | マッツァーラの伯爵 | |
| 1867           | Les Blancs et les Bleus | 白と青 | |
|                | Les Hommes de fer | 鉄仮面 | 『ダルタニャン物語』鈴木 力衛訳、復刊ドットコム、2011、第10巻 石川登志夫訳、グーテンベルク２１ 、2013、Kindle版                                                                                                 |
|                | Histoire d'un lézard (Souvenirs de Naples) | トカゲの話（ナポリの想い出） | |
| 1868           | Les Garibaldiens | ガリバルディ義勇軍 | |
|                | La Terreur prussienne | プロシャの脅威 | |
| 1870（死後)    | Le Grand dictionnaire de cuisine | 大料理事典 | 『デュマの大料理事典』辻 静雄, 林田 遼右、他訳、岩波書店、1993 |

## 文献
- アンドレ・モーロワ『アレクサンドル・デュマ』菊地映二訳、筑摩書房、1971年 - 生涯についてはこの本がもっとも詳しい
  - 原題：André Maurois, Les Trois Dumas, éd.Hachette, 1957.
- 佐藤賢一 『褐色の文豪』（文藝春秋 2006年、文春文庫 2012年）、歴史小説
- 鹿島茂 『パリの王様たち ユゴー・デュマ・バルザック三大文豪大物くらべ』（文藝春秋 1995年、文春文庫 1998年）
- 辻昶、稲垣直樹 『アレクサンドル＝デュマ　人と思想』 （清水書院 1996年、新版2016年）
- ガイ・エンドア 『パリの王様 大アレクサンドル・デュマ物語』 河盛好蔵訳（東京創元社 1960年、講談社〈名著シリーズ〉、1973年）